# Bandar Agung (Bandar Sribawono)
Bandar Agung is een bestuurslaag in het regentschap Lampung Timur van de provincie Lampung, Indonesië. Bandar Agung telt 15.742 inwoners (volkstelling 2010).